# Mari0
Mari0 (pronunciado Mari-Zero o Mario) es un juego de rompecabezas y plataformas independiente creado por fanáticos y creado por dos desarrolladores que trabajaron en el equipo de Stabyourself.net: el alemán Maurice Gegan y el esloveno Sasho Smoley. El lanzamiento tuvo lugar el 3 de marzo de 2012 para computadoras personales en plataformas Windows, macOS y Linux.
El juego combina elementos de juego de las series Super Mario de Nintendo y Portal de Valve. En este juego, Mario está armado con una pistola de portal (el uso de esta pistola fue la mecánica principal del juego en todos los juegos de la serie Portal), que le permite crear un agujero en el espacio que conecta dos puntos seleccionados (portal), a través del cual Pueden pasar el protagonista, los enemigos y otros objetos diversos.
El juego rápidamente ganó popularidad a través de blogs y medios de comunicación, y fue bien recibido por la crítica. Su actualización global, Mari0: Special Edition, fue cancelada en 2015. Además, desde 2018 se trabaja en una secuela llamada Mari0 2, pero se desconoce la fecha exacta de estreno. Gracias al código abierto, la gente empezó a realizar modificaciones, algunas de ellas intentando modificar y mejorar las últimas versiones de los juegos.

## Jugabilidad
La jugabilidad de Mari0 se basa en el videojuego de 1985 Super Mario Bros., donde el jugador controla al personaje principal Mario, cuyo objetivo es progresar a través de niveles y matar enemigos que, cuando se destruyen, le otorgan al jugador monedas y puntos. El juego contiene algunos elementos de juego de la serie Portal, en particular se agregó el concepto de arma de portal. El jugador puede hacer clic en diferentes superficies del nivel con el mouse para crear portales que conectan dos puntos, a través de los cuales el héroe puede teletransportarse. A diferencia de Portal, Mari0 presenta una gran cantidad de enemigos y objetos en movimiento. Además del remake de Super Mario Bros., el juego también tiene un conjunto de niveles basados en el estilo y escenario de Portal, donde de Mario solo queda la física del personaje principal. El juego tiene un editor de niveles, así como varios conjuntos de gráficos y sombreadores. Hay un modo de juego multijugador que puede llevar hasta cuatro jugadores.

## Desarrollo y lanzamiento
La idea original del desarrollador era crear una adaptación directa del videojuego original Super Mario Bros. con modo multijugador. El desarrollo del juego Mari0 comenzó en enero de 2011. Su creación estuvo a cargo de dos desarrolladores independientes: Maurice Gegan de Alemania y el esloveno Sasho Smoley, administradores del sitio Stabyourself.net. En abril de 2011, Maurice vio un video llamado «Mario With A Portal Gun» en el recurso de Internet Dorkly, y el concepto final del juego se formó bajo la influencia de este video. El desarrollo del juego se completó a principios de marzo de 2012. El primer lanzamiento oficial se realizó simultáneamente con la publicación del avance del juego. Mari0 fue creada en el motor del juego (framework) LÖVE. Durante el desarrollo del juego, Maurice y Sasho recibieron una oferta para escribir una banda sonora de un músico cuyo trabajo les gustaba mucho, por lo que escribió la música para los niveles de Portal al estilo de la banda sonora de Portal 2. Los niveles originales reproducen música. Super Mario Bros. por la nostalgia de los jugadores.
Un año después del lanzamiento del juego, según los desarrolladores, fue descargado del sitio web oficial 1,6 millones de veces. Según el sitio web español Universo Nintendo, Mari0 es uno de los pocos juegos del universo Super Mario que logró evitar un proceso legal por parte de Nintendo. Como admiten los creadores, lanzaron específicamente el juego de forma gratuita para que «los abogados no los mataran».

### Special Edition
El 1 de mayo de 2012, se anunció una nueva actualización para el juego, llamada Mari0: Special Edition. El desarrollo continuó durante varios años y se publicaron varias versiones beta en el foro Stabyourself.net. Sin embargo, su desarrollo finalmente se detuvo en agosto de 2015.

### Continuación
Mari0 2 (Mari3) es un juego basado en Super Mario Bros. 3. En la segunda parte se rediseñaron los portales para que ahora pudieran trabajar en superficies inclinadas. También se dibujaron sprites de Mario de SMB3 con una pistola de portal. El juego ha estado en desarrollo desde 2018, aún se desconoce la fecha de lanzamiento. El código fuente también está disponible en GitHub.

## Recepción
Mari0 se discutió en varios blogs y sitios web de tecnología y videojuegos y, en general, fue bien recibido. Por ejemplo, John Walker del sitio Rock, Paper, Shotgun afirmó que encontró el juego muy difícil de completar y, en su opinión, «debería hacer que todos se queden sin aliento». Benjamin Jackson de The Next Web se mostró generalmente positivo sobre el juego, pero al mismo tiempo señaló que su MacBook Pro tenía problemas con los sonidos y los saltos. Lo más molesto para él fue la necesidad de jugar a Mari0 usando un mouse y un teclado. Chuck Lawton de Wired también notó errores en la versión de OS X. Los editores de la publicación rusa en línea «Канобу» describieron el juego como «un verdadero juego de plataformas en vivo, un niño increíble de la sangre más noble», y llamaron la atención sobre el diseño del juego, los controles y el mecanismo del arma del portal.